# Kommunistische Partei von Belarus

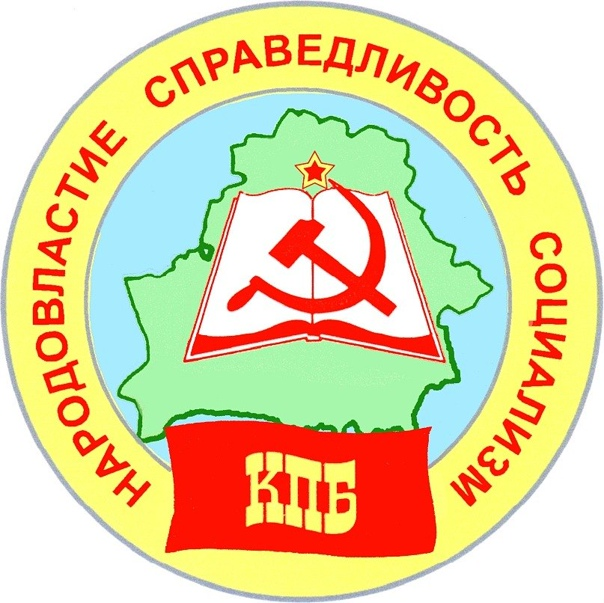
Parteilogo

Die Kommunistische Partei von Belarus (KPB, belarussisch Камуністычная партыя Беларусі Kamunistytschnaja partyja Belarusi; russisch Коммунистическая партия Беларуси Kommunistitscheskaja partija Belarusi) ist eine im Jahr 1996 gegründete politische Partei in Belarus.

## Geschichte
Die Partei wurde 1996 von ehemaligen Mitgliedern der Partei der belarussischen Kommunisten gegründet. Diese wurde am 7. Dezember 1991 als „Partei der Kommunisten Belarus“ gegründet. 1993 erfolgte die Umbenennung in „Partei der belarussischen Kommunisten“. 1996 kam es zur Spaltung innerhalb der Partei. Während ein Teil der Mitglieder die Politik des Staatspräsidenten Aljaksandr Lukaschenka ablehnte, unterstützte ein anderer diese. Aus den Unterstützern bildete sich die bis heute bestehende Kommunistische Partei von Belarus.

## Politische Positionen
Die KPB kann als eine Unterstützerin des Präsidenten Aljaksandr Lukaschenka angesehen werden. So sammelte sie für die Präsidentschaftswahlen 2015 Unterschriften für den Staatspräsidenten und nahm während der Proteste in Belarus 2020 an einer Kundgebung zur Unterstützung von Aljaksandr Lukaschenka teil.
Im Rahmen der 6. All-Belarussischen Volksversammlung setzte sie sich für eine Aufwertung von Parteien und gesellschaftlichen Organisationen ein.

## Wahlergebnisse
| Wahl                           | Stimmen | %       | Mandate |
| ------------------------------ | ------- | ------- | ------- |
| Parlamentswahl in Belarus 2000 | ???     | 6,2 %   | 6       |
| Parlamentswahl in Belarus 2004 | 334.383 | 5,31 %  | 8       |
| Parlamentswahl in Belarus 2008 | 229.986 | 4,27 %  | 6       |
| Parlamentswahl in Belarus 2012 | 141.095 | 2,69 %  | 3       |
| Parlamentswahl in Belarus 2016 | 380.770 | 7,40 %  | 8       |
| Parlamentswahl in Belarus 2019 | 559.537 | 10,62 % | 11      |